# Karl Schröder (KAPD)
Karl Schröder, né le 13 novembre 1884 à Połczyn-Zdrój et mort le 6 avril 1950 à Berlin, est un écrivain et homme politique communiste allemand.

## Biographie
Karl Schröder, fils d'un enseignant, étudie à Berlin la philosophie, l'histoire, l'histoire de la littérature et l'histoire de l'art. En 1912, il soutient une thèse de doctorat en histoire de la littérature à Marburg. Il travaille ensuite comme précepteur. En 1913, il devient membre du Parti social-démocrate d'Allemagne (SPD). Il se lie alors d'amitié avec Franz Mehring et se joint au mouvement ouvrier.
Après avoir participé à la Première Guerre mondiale, il rejoint la Ligue spartakiste et devient rédacteur du journal Die Rote Fahne, organe du Parti communiste d'Allemagne (KPD), dont il est l'un des membres fondateurs. En 1919, il est exclu du KPD en raison de ses positions d'extrême gauche. En 1920, Schröder est un des fondateurs du Parti communiste ouvrier d'Allemagne (KAPD). Avec Alexander Schwab, il publie les journaux du parti Kommunistische Arbeiter-Zeitung et Proletarier. À Moscou, il rencontre Lénine, Léon Trotski et Nikolaï Boukharine. Soutenant l'adhésion du KAPD à la Troisième Internationale, Schröder joue un rôle de premier plan dans l'exclusion de la minorité fédéraliste regroupée autour de Franz Pfemfert. Cependant, après le troisième congrès de l'Internationale en 1921, il prend ses distances avec celle-ci et est exclu du KAPD en 1922 pour avoir créé le courant dit Essener Richtung.
Il retourne alors au SPD à l'instigation de Paul Levi, qui y anime une aile gauche marxiste. Schröder se consacre à l'écriture de romans, fait partie d'un comité de lecture pour des maisons d'édition sociales-démocrates et mène une action d'éducation ouvrière, notamment auprès des Jeunesses socialistes. Ces activités s'apparentent à de l'entrisme.
Karl Schröder succède en 1928 à Friedrich Wendel (de) à la direction du club de livres Der Bücherkreis (de). Il collabore avec Alexander Schwab pour constituer un cercle de personnes partageant les mêmes idées et fonde en 1932 les Rote Kämpfer, conseillistes. Lors de l'arrivée du nazisme au pouvoir, Schröder est libraire et participe à la résistance allemande au nazisme. En 1936, la Gestapo s'en prend au cercle de résistance qu'est l'organisation Rote Kämpfer et arrête Schröder. L'année suivante, il est condamné à quatre ans de prison et emprisonné dans plusieurs camps de concentration du Pays de l'Ems. À Börgermoor, il retrouve Alexander Schwab. Il racontera son expérience des camps dans Die letzte Station.
Libéré en 1945, Schröder travaille à la reconstruction du système scolaire et de la formation continue à Berlin. Il s'efforce également de rassembler autour de lui un cercle d'anciens membres des Rote Kämpfer à Berlin-Ouest. En 1948, il rejoint le Parti socialiste unifié d'Allemagne (SED) pour faire partie d'un comité de lecture auprès de la maison d'édition Volk und Wissen Verlag (de).

## Œuvres
- Vom Werden der neuen Gesellschaft. Berlin 1920
- Wesen und Ziele der revolutionären Betriebsorganisation. (avec Friedrich Wendel (de)). 1920
- Der Sprung über den Schatten. Roman. Der Bücherkreis (de), Berlin 1928.
- Aktien-Gesellschaft Hammerlugk. 1928
- Die Geschichte Jan Beeks. Roman. Der Bücherkreis, Berlin 1929.
- Familie Markert. Une étude d'histoire en deux volumes. Der Bücherkreis, Berlin 1931.
- Klasse im Kampf. Roman. Büchergilde Gutenberg, Berlin  1932.
- Die letzte Station. Récit. Weiss, Berlin 1947.